# Heterachthes tenellus
Heterachthes tenellus là một loài bọ cánh cứng trong họ Cerambycidae.